# Kids (Lied)
Kids (englisch für: „Kinder“) ist ein Duett des britischen Popsängers Robbie Williams und der australisch-britischen Popsängerin Kylie Minogue aus dem Jahr 2000.

## Entstehung und Veröffentlichung
Das Lied wurde von Guy Chambers und Robbie Williams geschrieben beziehungsweise komponiert. Chambers zeichnete darüber hinaus mit Steve Power für die Produktion verantwortlich.
Die Erstveröffentlichung von Kids erfolgte als Teil von Williams’ dritten Studioalbum Sing When You’re Winning am 25. August 2000. Zwei Wochen später erschien es als Teil von Minogues siebten Studioalbum Light Years am 11. September 2000. Am 9. Oktober 2000 erschien das Lied erstmals als Single.

## Musikvideo
Das Musikvideo zu Kids entstand unter der Regie von Simon Hilton und zeigt die beiden Interpreten in einer Reminiszenz an den 1978 erschienenen Musikfilm Grease, während John Travolta von Williams verkörpert wird, übernimmt Minogue die Rolle der Olivia Newton-John. Es zählte bis August 2023 über 19 Millionen Aufrufe bei YouTube.

## Rezeption

### Chartplatzierungen
| ChartsChartplatzierungen     | Höchstplatzierung | Wochen |
| ---------------------------- | ----------------- | ------ |
| Australien (ARIA)            | 14 (15 Wo.)       | 15     |
| Deutschland (GfK)            | 47 (9 Wo.)        | 9      |
| Neuseeland (RMNZ)            | 5 (12 Wo.)        | 12     |
| Schweiz (IFPI)               | 35 (14 Wo.)       | 14     |
| Vereinigtes Königreich (OCC) | 2 (20 Wo.)        | 20     |

| ChartsJahrescharts (2000)    | Platzierung |
| ---------------------------- | ----------- |
| Vereinigtes Königreich (OCC) | 76          |

### Auszeichnungen für Musikverkäufe
| Land/Region                  | Auszeichnungen für Musikverkäufe (Land/Region, Auszeichnung, Verkäufe) | Verkäufe |
| ---------------------------- | ---------------------------------------------------------------------- | -------- |
| Australien (ARIA)            | Gold                                                                   | 35.000   |
| Neuseeland (RMNZ)            | Gold                                                                   | 5.000    |
| Vereinigtes Königreich (BPI) | Gold                                                                   | 400.000  |
| Insgesamt                    | 3× Gold ·                                                              | 440.000  |

Hauptartikel: Robbie Williams/Auszeichnungen für Musikverkäufe